# Pablo Menor Menor
Pablo Menor Menor, S.J. (Villena, 11 d'agost de 1899 - Lima, 20 de gener de 1992) va ser un sacerdot de la Companyia de Jesús, promotor de les vocacions a la vida religiosa, de la vida dedicada a la santedat i fundador de Pro Ecclesia Sancta.

## Biografia
Fill de Don Pablo Menor i Donya Ángeles Menor, va néixer l'11 d'agost de 1899, a la ciutat de Villena, província d'Alacant . Des de molt jove li van ser inculcats valors catòlics, per la qual cosa sempre va sentir un gran cridat a viure la santedat, a través de la consagració com a jesuïta, vocació a la qual es va sentir cridat abans dels set anys.
Als deu anys va entrar en el Seminari Menor de Múrcia i el 31 de desembre de 1917 va ingressar al Noviciat de la Companyia de Jesús a Granada.
La seva arribada al Perú es va produir per l'exercici del càrrec de mestre en 1925, destinat al col·legi San José a la meridional ciutat peruana de Arequipa.
Va cursar estudis de Teologia a Sarrià, quan va tornar a la ciutat de Barcelona i va rebre l'ordenació sacerdotal el 26 de juliol de 1931, després d'aconseguir superar les difícils examinacions amb dificultats, doncs sempre sofriria de forts dolors que van menyscabar la seva vida acadèmica, malgrat el seu amor per l'estudi, aquest malament marcaria la resta de la seva vida.
Va fer la tercera probació en Caldas de Canavezes, a Portugal, i en 1933 va tornar al Perú per quedar-se defintivamente, fins a la seva defunció.
A Arequipa va ser professor i després Rector en 1936 del Seminari Menor de San José. En inaugurar-se el 1938 el Noviciado-Juniorado de San Estanislao de Kostka en Miraflores, en va ser el primer rector i mestre de novicis. Aquella comunitat de Miraflores constava amb dinou jesuïtes. El Pare Menor va exercir el càrrec de Rector i Maestro fins a 1943. Durant aquests anys va contribuir a la formació de molts jesuïtes peruans, entre els quals s'expliquen diversos arquebisbes com Manuel Prado Pérez-Roses (arquebisbe de Trujillo), Ricardo Durand Flórez (arquebisbe bisbe del Callao), Fernando Vargas Ruiz de Somocurcio (arquebisbe de Arequipa) i Luis Bambarén Gastelumendi (bisbe de Chimbote).
En 1943 torna a Arequipa, on li seria encomanada la tasca d'organitzar i construir la nova Parròquia de La nostra Senyora del Pilar. En aquest lloc dirigeix exercicis espirituals, retirs i dona adreça espiritual. A causa de la tasca d'obstinació i la sensació que causa en molts arequipenys, es guanya l'afecte i estima de la ciutat, al punt que la decisió dels superiors de lliurar la Parròquia a noves mans i sobretot la de portar al pare a Llima, són resistides pels nombrosos amics amb què explicava en aquesta ciutat. La decisió enviada des de Roma, es devia al fet que el llavors arquebisbe de Arequipa, Mons. Rodríguez Ballón, desitjava fer lliurament de l'antiga Església de la Companyia a mans jesuïtes. Davant la impossibilitat de mantenir tres cases a la ciutat, decideixen deixar el nou per l'antic, llavors prenen possessió de la parròquia els pares de Maryknoll. La comunitat arequipeña catòlica, que incloïa a connotades personalitats com José Luis Bustamante i Rivero, Héctor Cornejo Chávez, Jorge Polar, Luis Sánchez-Bru Lira, Adolfo Tomasio Barrionuevo, entre d'altres, va entendre que la salut del pare Menor era limitada, i que abans de res havia de complir amb els seus deures religiosos d'obediència, per la qual cosa amb tristesa ho van deixar partir.
Torna a Lima el 1959, i continua la seva labor a la casa de Formació de Miraflores, des d'on impulsa la Lliga de Vocacions a la Companyia de Jesús, associació dedicada a l'oració per les vocacions a la Companyia i al seu suport econòmic, que va esdevenir en "Associació Pro Estudis Superiors" (APES), per animar i recolzar econòmicament la construcció del nou Noviciado i Juniorado jesuïta, Vila Kostka, en Huachipa a l'est de Lima, que seria finalitzat el 1964.
A partir del 1969 el pare Menor dona un gir a APES, convertint-la en "Associació Pro Ecclesia Sancta", retirant-se des d'eixe moment de les activitats consagrades a la Companyia per dedicar-se de ple, des de la seva Residència en la Parròquia de Lima de Sant Pere, a promoure la nova orientació d'aquesta Associació, una particular proposta de vida cristiana i santedat per a laics i sacerdots.
Deixant ja tot en ordre per a la fundació de Pro Ecclesia Sancta, la més important obra de la seva vida, mor el 20 de gener de 1992, acollit i atès pels seus germans jesuïtes, a la casa per a ancians i malalts de Miraflores.